# Râul Mozacu
Râul Mozacu este un râu din România, afluent al Dâmbovnicului. 